# Rocca Viscontea (Castell'Arquato)
La Rocca Viscontea è un castello medievale situato nel comune italiano di Castell'Arquato, in provincia di Piacenza. Posta nella parte alta del paese, domina la bassa val d'Arda, nei pressi dello sbocco nella pianura Padana del torrente Arda, da un'altezza di 224 m s.l.m. Fa parte del circuito Associazione dei Castelli del Ducato di Parma, Piacenza e Pontremoli.

## Storia
Nonostante secondo il cronista Locati la sua costruzione iniziò nel 1347, la rocca fu, più probabilmente, eretta per volontà del comune di Piacenza a partire dal 1342 nel luogo dove sorgeva una preesistente struttura di origine romana chiamata Castrum Quadratum. L'inizio della costruzione è testimoniato da un atto risalente al 14 luglio 1342 e facente parte del Registrum magnum del comune di Piacenza, nel quale il notaio Gabriele da Caverzago registrò i Pacta Roche Castri Arquati che descrivono accuratamente gli accordi, i prezzi, le maestranze impiegate, l'elenco delle case comperate ed abbattute per lasciare posto alla costruzione, sotto la guida dell'ingegnere Obertino Domezzano.
L'edificazione fu, infine, completata nel 1349 sotto il signore di Milano Luchino Visconti che due anni prima aveva fatto eseguire alcune variazioni al progetto originale con la demolizione di alcuni edifici contigui alla rocca, alcuni dei quali situati nelle vicinanze della chiesa di Santa Maria e la costruzione del mastio alto 42 m.
Nel 1404 la rocca, all'epoca tenuta da Borromeo Borromei venne conquistata da Francesco e Giovanni Scotti, i quali riuscirono poi ad ottenere anche l'investitura sul paese e il titolo di conti.
A differenza di altri castelli, la rocca mantenne, negli anni, una funzione prettamente militare, senza subire alcuna opera di conversione a residenza nobiliare. In seguito, dal XIX secolo fino agli anni '60 del XX secolo, la rocca è stata utilizzata come carcere mandamentale.
L'edificio venne restaurato nella seconda metà del Novecento; ulteriori restauri, comprendenti l'impermeabilizzazione delle terrazze poste sulla sommità delle torri, furono avviati alla fine del 2020.

## Descrizione

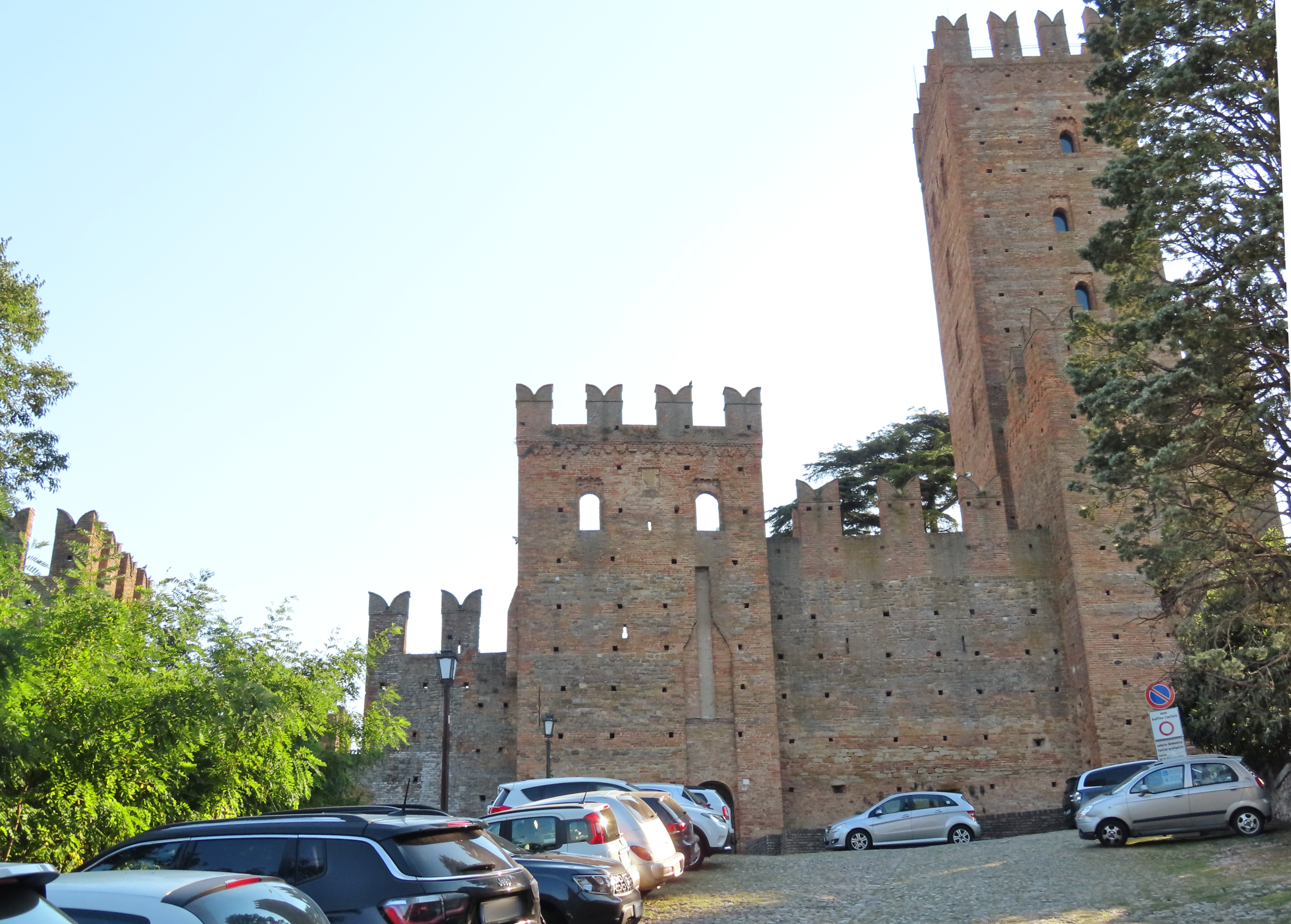
Lato nord-est

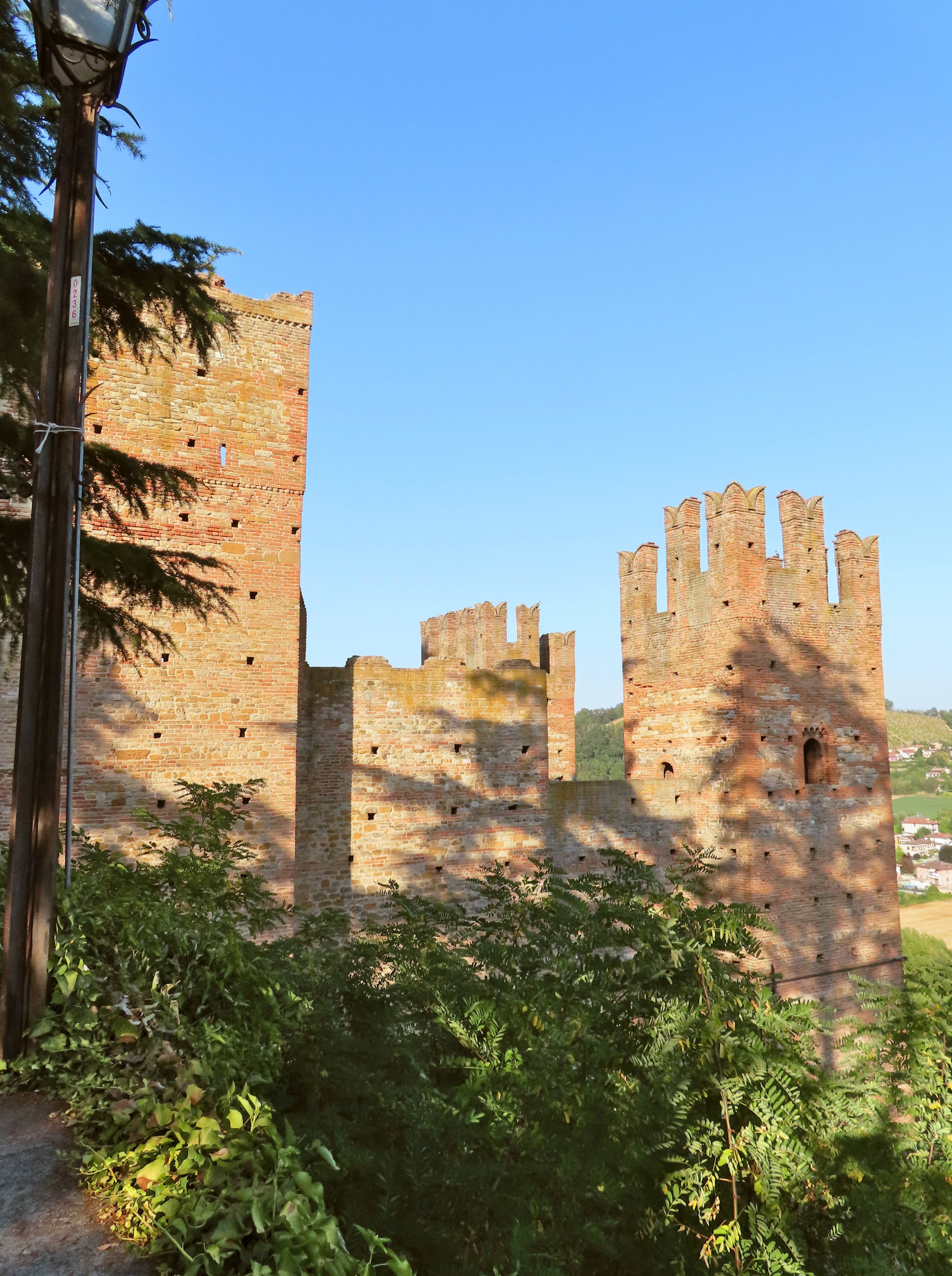
Lato sud-ovest

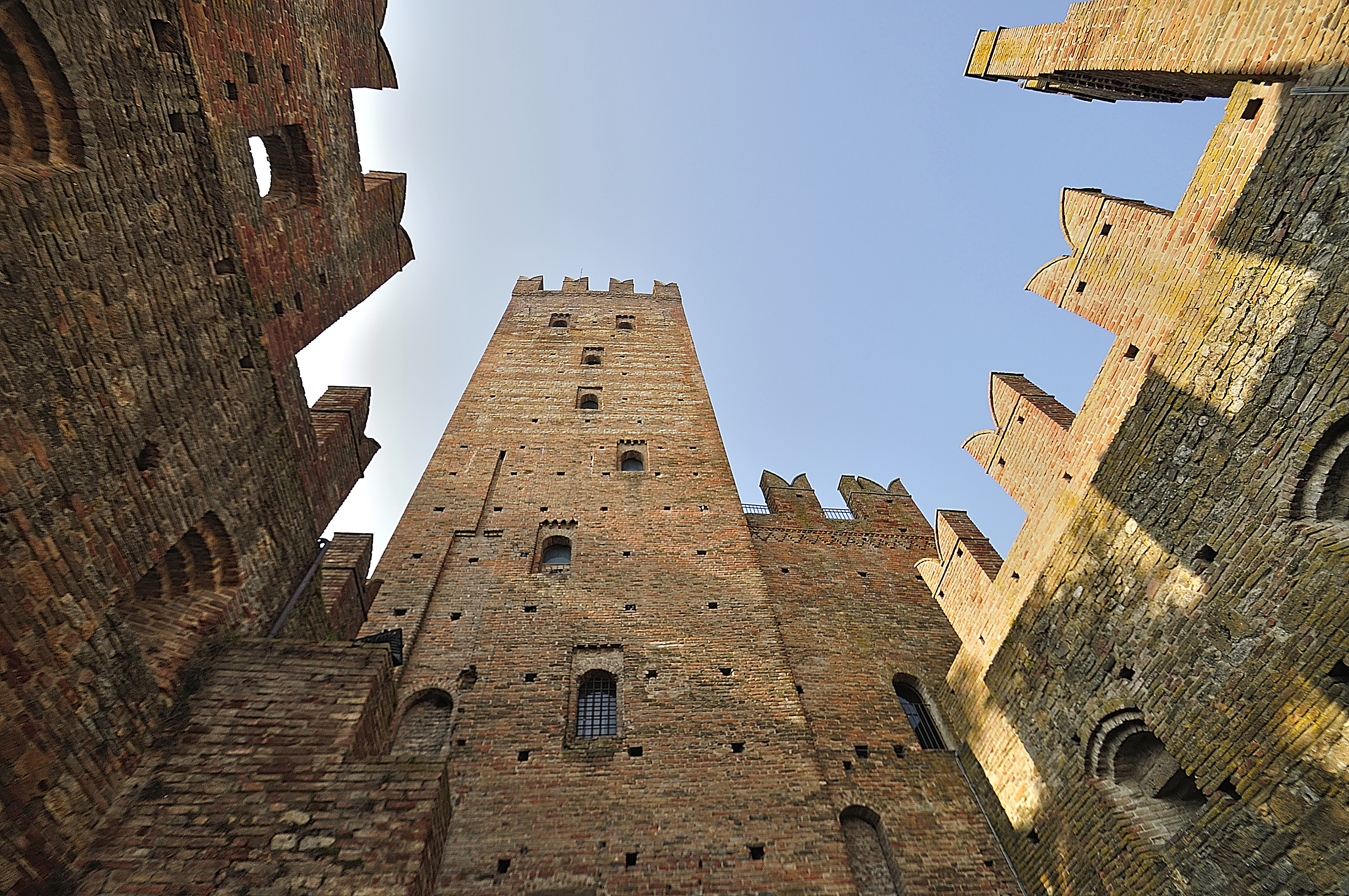
Mastio

La rocca, che presenta elementi tipici dell'architettura di area scaligera, è realizzata interamente in cotto e presenta una struttura a forma di L con due serie di fortificazioni collegate tra loro e caratterizzate dalla merlatura ghibellina: la cinta inferiore, di forma rettangolare, realizzata su due livelli, e la cinta superiore, di dimensioni più contenute: nella prima erano di stanza i soldati e, in caso di attacchi, fungeva da rifugio per gli abitanti del borgo, nella seconda, invece, era situato il comando di guarnigione.
Agli angoli dei muri perimetrali vi è la presenza di quattro torri di forma quadrata dotate di merlatura, di cui una, quella posta sul lato est, conserva intatta la struttura originale. L'ingresso principale, successivamente murato, era situato alla base del mastio e presenta un ponte a scavalco del fossato, in origine oltrepassato con un ponte levatoio. É altresì presente un'entrata secondaria sul lato nord che presenta i segni dell'originario ponte levatoio e che è rimasta l'unico accesso a seguito della muratura dell'ingresso principale.
Il mastio, alto 42 m contiene una serie di locali sovrapposti, accessibili tramite una scala in parte in muratura e in parte di legno che conduce fino alla sommità della torre.

## Il museo
All'interno del mastio è ospitato il Museo di vita medievale che presenta diversi allestimenti sui vari livelli del mastio: un allestimento multimediale con video che ricreano gli interni della rocca durante il medioevo, una stanza sui rapporti e le comunicazioni della rocca con i castelli limitrofi e approfondimenti su torri e feritoie e una stanza dedicata agli assedi, in omaggio alla funzione difensiva avuta dalla rocca a partire dalla sua costruzione.